# Меаламу, Кевин
Ке́вин Меала́му (англ. Keven Mealamu, родился 20 марта 1979) — бывший новозеландский регбист, выступавший на позиции хукера. Двукратный чемпион мира по регби.

## Карьера
Кевин Меаламу родился в семье выходцев из Самоа. Его брат Люк некоторое время выступал на регбийную сборную Самоа.
В 1999 году Кевин дебютировал в составе «Окленда» в чемпионате провинций. Через год дебютировал в составе «Блюз», в котором провёл почти всю карьеру (за исключением кратковременного периода в «Чифс»). В 2003 году помог своей команде выиграть титул Супер 12. За годы выступлений в чемпионате Меаламу стал лучшим из новозеландцев по количеству проведённых в Супер Регби игр.
В 2002 году дебютировал в сборной Новой Зеландии в игре с Уэльсом на «Миллениуме». В 2003 году Меаламу дебютировал на Кубке мира, где завоевал бронзовую медаль.
После двух неудачных попыток выиграть мировое первенство, в 2011 году Меаламу смог вместе со сборной выиграть домашний чемпионат. В игре группового этапа с японцами он вышел на поле в качестве капитана сборной и занёс одну из попыток. Во всех матчах плей-офф выходил на поле в стартовом составе. В 2015 году уже не был основным хукером сборной, в основном выходил на замену, но помог своей сборной защитить чемпионское звание, а после окончания чемпионата объявил о завершении карьеры.
В 2007 году, перед французским чемпионатом мира Меаламу был удостоен чести возглавить новозеландскую хаку в игре против Италии. Всего возглавлял танец 31 раз, в том числе и в последнем официальном матче в карьере перед финалом чемпионата мира 2015 года.